# Сорбас
Сорбас (на испански: Sorbas) е населено място и община в Испания. Намира се в провинция Алмерия, в състава на автономната област Андалусия. Общината влиза в състава на района (комарка) Леванте Алмериенсе. Заема площ от 249 km². Населението му е 2905 души (по данни от 2010 г.). Разстоянието до административния център на провинцията е 56 km.

## Демография
| 1996 | 1998 | 1999 | 2000 | 2001 | 2002 | 2003 | 2004 | 2005 | 2006 |
| ---- | ---- | ---- | ---- | ---- | ---- | ---- | ---- | ---- | ---- |
| 2834 | 2748 | 2735 | 2693 | 2651 | 2732 | 2749 | 2707 | 2840 | 2836 |